# Frassinara
Frassinara (Frasanära in dialetto parmigiano) è una frazione agricola del comune di Sorbolo Mezzani posta 4 km a nord-ovest di Sorbolo e a 12 km a nord di Parma.

## Geografia fisica
La frazione consiste in un piccolo gruppo di abitazioni situato nelle vicinanze della chiesa presso l'incrocio tra le strade comunali provenienti da Coenzo e da Sorbolo e da diverse case coloniche disseminate sul territorio. Diversi canali solcano la campagna circostante, i principali sono il Naviglio e la Fumolenta.

## Origini del nome
Il toponimo Frassinara trae origine dal fitonimo frassino pianta un tempo diffusa assieme all’ontano nero nei boschi nei pressi dei fiumi in aree raramente soggette a esondazioni. In epoca medievale era frequente la denominazione di un appezzamento o di un luogo dalla presenza di uno o più esemplari di un determinato albero.

## Storia

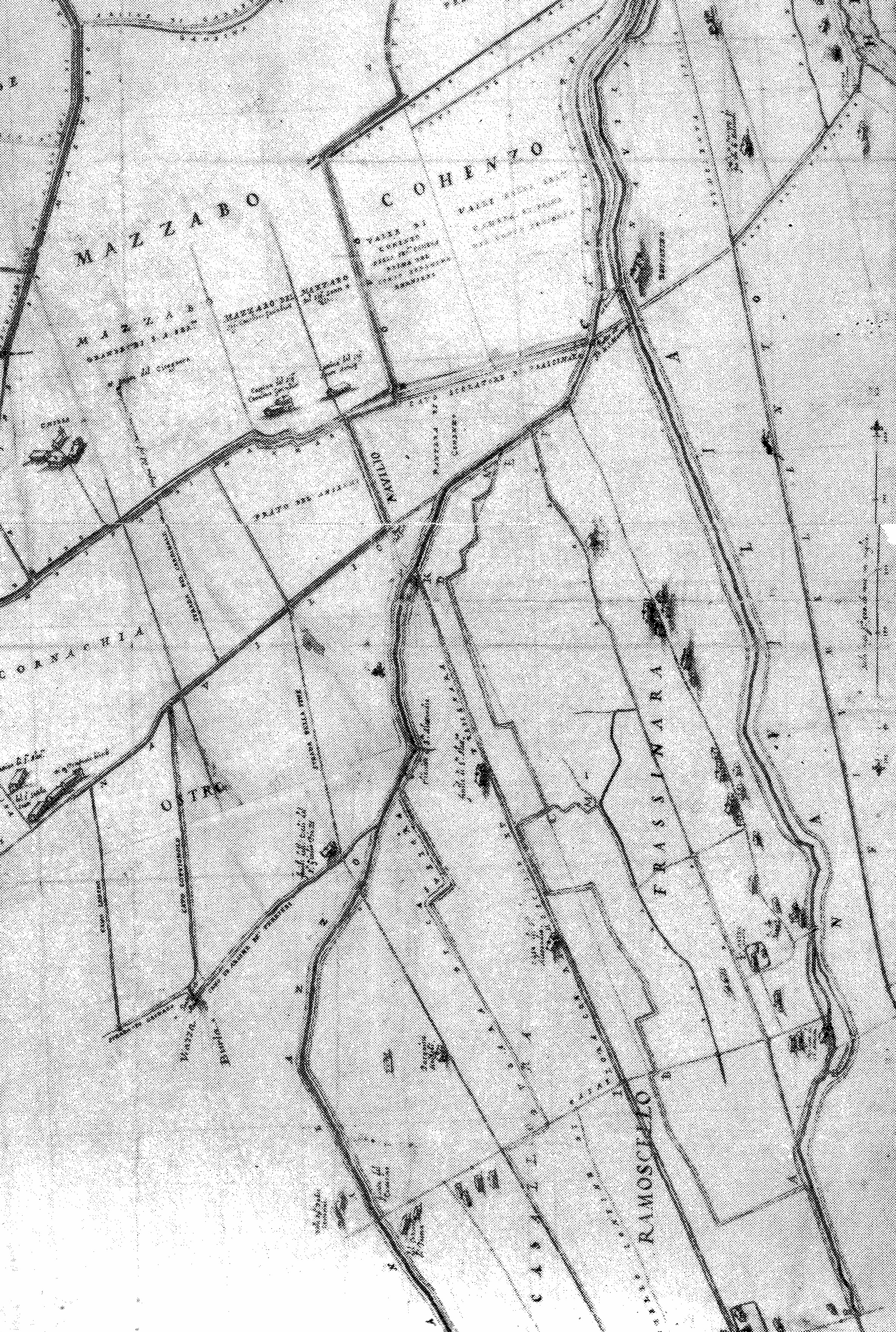
Frassinara e territori limitrofi in una carta antica

Le testimonianze di insediamenti umani nell'area di Frassinara risalgono, come per i territori circostanti, ad epoche antiche e anche protostoriche. Poco a nord del paese sorgeva la Terramara della Pantera, abitato dell'età del bronzo individuato nel 1980 e di cui sono stati effettuati solo alcune prospezioni e due sondaggi nel 2004 e nel 2007. 
Dell'epoca romana, permangono ancora oggi nella campagna circostante i segni della centuriazione.
Nei secoli successivi l'area di Frassinara divenne paludosa e nell'alto medioevo fu bonificata dai monaci benedettini che la adattarono alla coltivazione del riso.
In un atto di donazione di Lotario al conte Maginfredo del 848 viene nominato un castello di Frassinara, la presenza dell'edificio viene attestata nuovamente da una pergamena del XII secolo.
La chiesa del paese è menzionata nel rotolo delle decime del 1230 come dipendente dalla pieve di Pedrignano.
Nei secoli successivi il territorio passa sotto l'amministrazione del monastero di San Martino dei Bocci, il quale la manterrà fino al 1810 quando, per editto di Napoleone, verrà confiscata assieme alla Corte di Frassinara. Quest'ultima fu acquistata dopo l'unificazione da tale Nicola Puccio, quindi dalla marchesa Balbi Barrace (1869), che la lasciò alla figlia Chiara andata in sposa al conte Luchini Zileri dal Verme.

## Monumenti e luoghi d'interesse

### Architetture religiose

#### Chiesa di San Michele

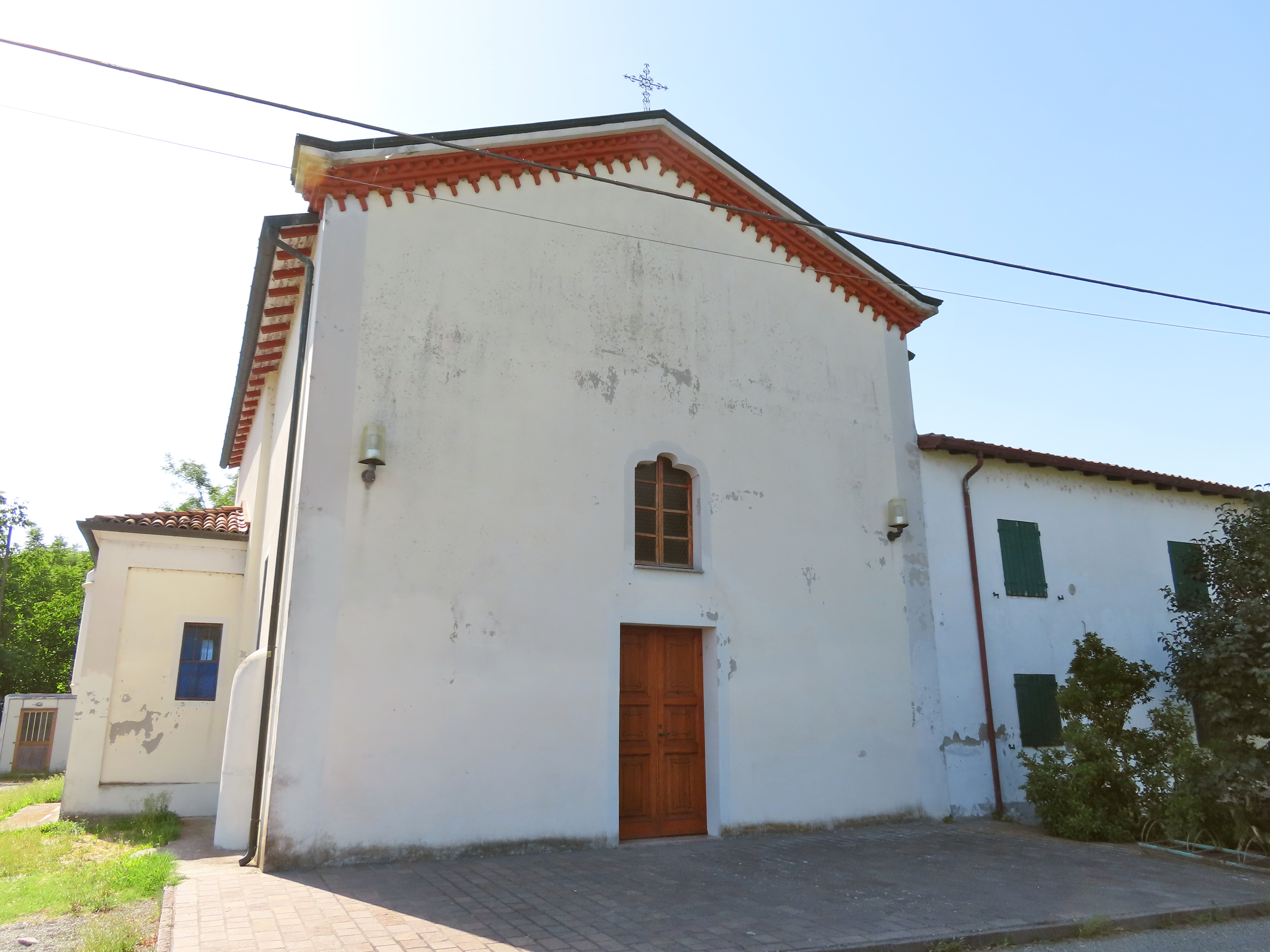
Chiesa di San Michele

Risale probabilmente al X secolo, nel 1564 divenne chiesa parrocchiale. La struttura fu più volte rimaneggiata in seguito a terremoti e crolli.

### Architetture civili

#### Villa Arduini

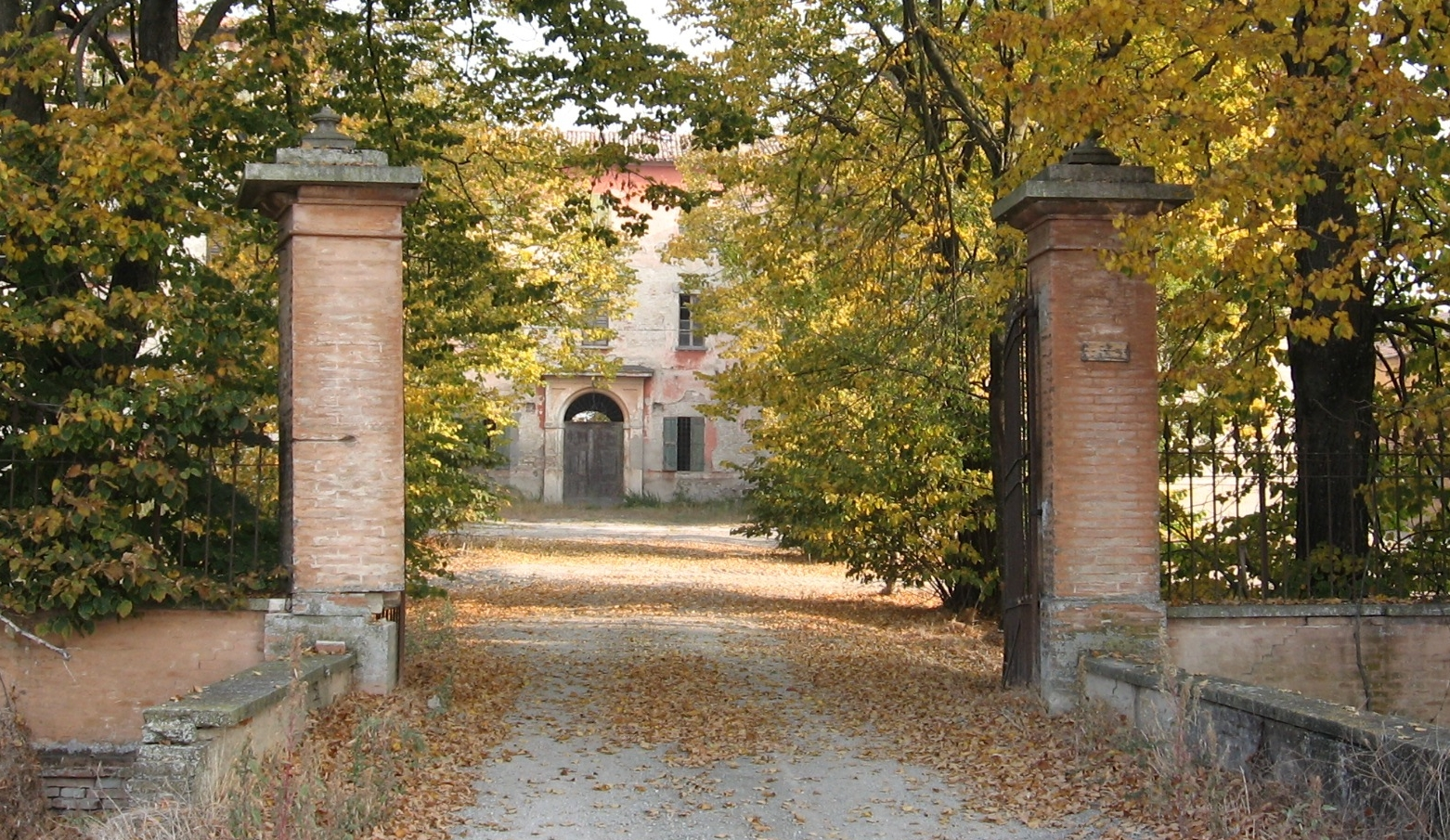
L'ingresso di villa Arduini

Nel XV secolo apparteneva al monastero di San Martino dei Bocci come attestano due formelle in arenaria alloggiate all'esterno della costruzione raffiguranti lo stemma dei cistercensi, la croce di Sant'Andrea e l'anno 1423. È costituita da due edifici laterali collegati da un androne centrale e si sviluppa su tre piani. Al piano terra è presente un locale a volte con colonne, abside e due cappelle laterali un tempo utilizzato come oratorio. Al primo piano si trova un altro locale con volta a cupola che aveva la medesima funzione.
Nel XX secolo parte dell'edificio fu trasformato in fabbrica di conserve e poi abbandonato.